# Gal Costa cantando com seios de fora
Gal Costa cantando com seios de fora é considerado um dos episódios mais polêmicos e emblemáticos da carreira da cantora brasileira Gal Costa. A cena ocorreu durante uma apresentação da canção "Brasil", de Cazuza, durante um show realizado no ano de 1994 no teatro Imperator, no Rio de Janeiro. Durante o episódio, Gal apareceu no palco de camiseta aberta e deixou os seios à mostra para o público, que em parte vaiou a cantora. Críticos e analistas consideram o show como um episódio icônico na carreira de Gal, tendo chocado todo o país.
| “                                                                   | Eu fiquei impressionada com a quantidade, com o número de pessoas que se chocaram por ver um peito de uma mulher de fora, num palco. Eu acho que aquilo era colocado de uma maneira tão digna. | ” |
| — Gal Costa, em entrevista concedida ao programa Roda Viva em 1995. | |   |

## Contexto
No ano de 1994, o Brasil passava por eleições presidenciais, a segunda delas após a promulgação da Constituição Federal de 1988, quando Fernando Henrique Cardoso venceu Luiz Inácio Lula da Silva num contexto de lançamento do plano real. Então com 48 anos e numa turnê considerada histórica sobre a MPB, Gal contava na plateia com nomes famosos como Alcione, Betty Faria, Caetano Veloso, Djavan, Elba Ramalho, Fernanda Torres, Ney Matogrosso e Sandra de Sá. O show era dirigido por Gerald Thomas e música na qual Gal exibia os seios,  "Brasil", era o tema de abertura da novela "Vale Tudo", que se tornaria um de seus carros-chefes.

## Reações
Em entrevista posterior ao evento, Gal disse que “mostrar os meus seios foi uma postura política, como uma arma!”. Caetano Veloso disse que aprovou a atitude de Gal Costa, tecendo elogios e fazendo críticas ao diretor do teatro em que a cantora se apresentou. Para seus shows em Portugal, posteriormente, o produtor pediu que os peitos da Gal fossem cobertos. Em 2023, Adriana Calcanhotto também deixou os seios à mostra em show de homenagem a Gal.